# Sutara
Sutara (in lingua russa Сутара) è un centro abitato dell'Oblast' autonoma ebraica, situato nell'Oblučenskij rajon.